# Amtsgericht Ludwigsburg

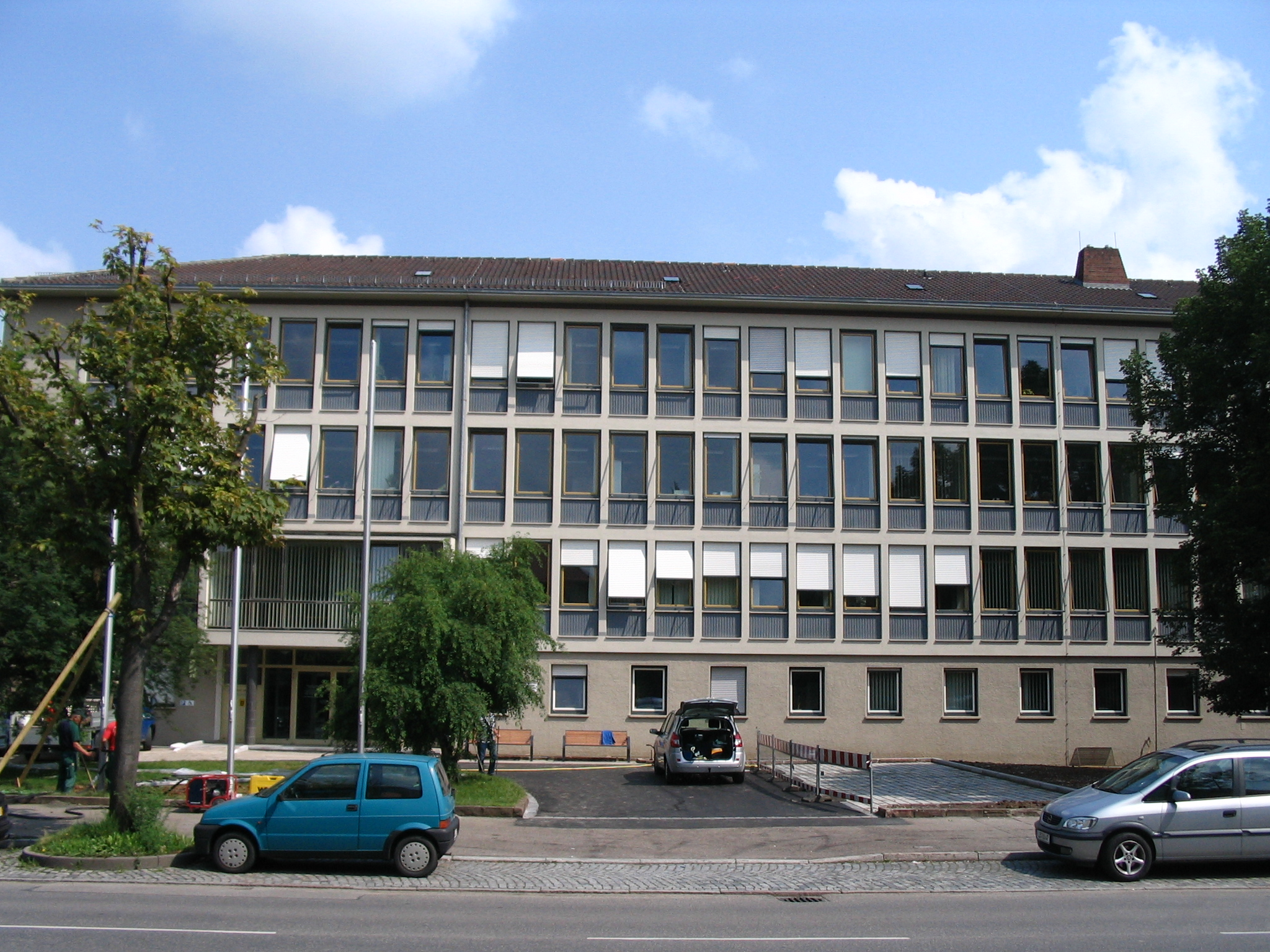
Das Gebäude des Amtsgerichts Ludwigsburg.

Das Amtsgericht Ludwigsburg ist ein Gericht der ordentlichen Gerichtsbarkeit. Es ist eines von elf Amtsgerichten im Bezirk des Landgerichts Stuttgart.

## Gerichtsbezirk und -sitz
Gerichtssitz ist Ludwigsburg.
Der Gerichtsbezirk des Amtsgerichts Ludwigsburg umfasst neben der Stadt Ludwigsburg auch die Städte Asperg, Ditzingen, Freiberg am Neckar, Gerlingen, Korntal-Münchingen, Kornwestheim, Markgröningen und Remseck am Neckar sowie die Gemeinden Hemmingen, Möglingen, Pleidelsheim und Schwieberdingen.

## Gebäude
Das Gebäude des Amtsgerichts Ludwigsburg befindet sich in der Schorndorfer Straße 39 in 71638 Ludwigsburg.

## Übergeordnete Gerichte
Dem Amtsgericht Ludwigsburg ist das Landgericht Stuttgart übergeordnet. Zuständiges Oberlandesgericht ist das Oberlandesgericht Stuttgart.